# サイハテ
「サイハテ」は、音声合成ソフト・初音ミク歌唱のVOCALOID楽曲。2008年1月16日、日本のボカロP・小林オニキスによって発表された。
なお、翌2009年には、本楽曲のカバーソングを収録し、歌手・フルカワミキのシングルとしても発売された。

## 概要
大切な人との永遠の別れを題材とした曲で、明言こそされないものの「死」をテーマとした内容となっている。2008年1月16日に小林オニキス（元COOPERのナフタリンズオオサカ）が、ボーカルにVOCALOIDの初音ミクを用い、自作の映像を付けて動画投稿サイトニコニコ動画にて発表した。ニコニコ動画では2009年10月までに130万回の再生数を記録する人気となっており、楽曲の内容から「ポップ・レクイエム」という造語まで生み出されているという。また、サイハテを元にlivetuneや黒うさなど多くのクリエイターの手によりアレンジバージョンやミュージック・ビデオといった様々な派生作品が作られ発表されている。
サイハテは初音ミクを用いた人気楽曲を収録した『EXIT TUNES PRESENTS Vocalostar feat.初音ミク』、『初音ミク ベスト〜memories〜』、『Digital Trax presents VOCALO★POPS BEST feat. 初音ミク』に収録されている他、livetuneによる初音ミクを用いたカバーがlivetuneのリミックスアルバム『Re:MIKUS』に収録され、またフルカワミキの歌うカバーも発売されている。オニキスが初音ミクを用い始めたのはlivetuneの曲がきっかけであり、また、元々オニキスには歌ってもらうのであればフルカワミキという思いがあったという。このようにメジャーリリースが行われてはいるが、オニキスは同曲をモチーフとした作品が著作権侵害という状況になってしまわないよう、金銭面などのデメリットはあるもののJASRACなどの著作権管理団体に同曲の権利を委ねない形をとっている。
また、グッドスマイルカンパニーから2009年11月に発売されたVOCALOIDのデフォルメフィギュアシリーズ「ねんどろいどぷち ボーカロイド#01」には、動画サイトに投稿された際の同曲の映像に登場する、喪服姿のミクをモチーフとした「サイハテミク」のフィギュアがラインナップされている。またゲームソフト『初音ミク -Project DIVA- 2nd』にも同曲の収録と併せ、映像に登場する喪服モチーフとした「サイハテミク」のコスチュームが用意されている。
なお、フルカワミキのカバーシングル発売の2日後の12月4日にフルカワミキの声をもとに作られたVOCALOID「SF-A2 開発コード miki」が発売されているが、これは元々はシングルとは別の企画である。ただし、発売に際してはタイアップイベントが行われており、レコーディングの時期との兼ね合いから実現はしなかったものの「サイハテ」のなかで「SF-A2 開発コード miki」を使用する構想もあったと言う。

## シングル
キューンレコードよりフルカワミキ移籍後初のシングルとして2009年12月2日に発売された。初回限定盤はDVD付。
初音ミクなどのVOCALOIDを用いて発表された楽曲がメジャーアーティストによって演奏され、JASRACに権利を委ねない形で流通したのは、このシングルが初めてであるとされる。

### 収録曲
1. サイハテ
編曲：フルカワミキ
2. サイハテ (TOWA TEI REMIX)

## 収録作品
| 発売日                        | タイトル | 規格品番                       | 収録曲                  | 備考                 |
| ----------------------------- | --- | ------------------------------ | ----------------------- | -------------------- |
| 2009年03月25日 2010年09月15日 | livetune『Re:MIKUS』                                                                                        | VICL-63271 VICL-70078          | サイハテ -BONUS TRACKS- | Victor Entertainment |
| 2009年06月17日                | EXIT TUNES PRESENTS Vocalostar feat.初音ミク                                                                | QWCE-00110                     | サイハテ                | EXIT TUNES           |
| 2009年08月26日                | 初音ミク ベスト〜memories〜                                                                                 | MHCL-1567                      | サイハテ                | Sony Music Direct    |
| 2010年09月01日                | ミクの日感謝祭 39's Giving DayProject DIVA presents 初音ミク・ソロコンサート ～こんばんは、初音ミクです。～ | VGDV-0006 VGDV-60001 VGCD-0200 | サイハテ                | 5pb.                 |
| 2011年03月09日                | VOCALO★POPS BEST feat.初音ミク                                                                              | AVCD-38220                     | サイハテ                | avex trax            |
| 2011年06月01日                | SUPER VOCALO BEAT                                                                                           | DGBA-10009                     | サイハテ                | BinaryMixx Records   |
| 2011年11月30日                | THE 39s『アコミク with VOCALOIDS』                                                                          | DGLA-10010                     | サイハテ                | BALLOOM              |
| 2012年01月18日                | VOCALO SMILE feat.初音ミク                                                                                  | FLLM-007                       | サイハテ                | FULL MOON            |
| 2012年03月07日                | THE 39s『アコミク with VOCALISTs』                                                                          | DGLA-10011                     | サイハテ feat.Milia     | BALLOOM              |
| 2012年08月01日                | 初音ミク 5thバースデー ベスト〜memories〜                                                                   | MHCL-2108                      | サイハテ                | Sony Music Direct    |
| 2014年09月17日                | 初音ミク Thank you 1826 Days ～SEGA feat.HATSUNE MIKU Project 5th Anniversary Selection～                   | SRCL-8594 SRCL-8597            | サイハテ                | Sony Records         |
| 2015年02月18日                | logical emotion『LOGISTIC FUNCTION VOCALOID SONGS COMPILATION』                                             | SCGA-00021 SCGA-00022          | サイハテ                | Subcul-rise Record   |